# Aventurile lui Mark Twain (film din 1985)
Aventurile lui Mark Twain (titlu original The Adventures of Mark Twain, lansat în Regatul Unit sub numele de Comet Quest ) este un film fantastic american în 1985 realizat în stop motion cu plastilină din argilă. A fost regizat de Will Vinton; cu James Whitmore  în rolul principal. A avut o lansare cinematografică limitată în mai 1985 și a fost lansat pe DVD în ianuarie 2006.
Filmul prezintă o serie de scurte piese extrase din mai multe lucrări ale lui Mark Twain, construite în jurul unui complot care prezintă încercările lui Twain de a-și asigura „întâlnirea” sa cu cometa Halley. Twain și trei copii, Tom Sawyer, Huck Finn și Becky Thatcher, călătoresc cu un dirijabil către diferite aventuri.

## Intrigă
Tom Sawyer, Huck Finn și Becky Thatcher se strecoară la bordul unui dirijabil pilotat de Mark Twain în încercarea de a deveni aeronauți celebri. Ei descoperă că Mark Twain intenționează să piloteze dirijabilul pentru se a întâlni cu cometa Halley. Îngrijorați de faptul că acest obiectiv se va sfârși cu moartea lor, cei trei învață să piloteze nava în timp ce conspiră pentru a sabota călătoria.
După ce au descoperit adevărul din spatele călătoriei lui Twain, cei trei își recunosc nebunia, iar grupul navighează printre furtuni și ceruri perfide, cu ajutorul unei misterioase figuri întunecate care se dovedește a fi partea întunecată a lui Mark Twain. Cei doi Twain fuzionează și zboară pentru a întâlni cometa, lăsând dirijabilul în mâinile tinerilor.

## Distribuție
- James Whitmore  ca Mark Twain
- Michele Mariana ca Becky Thatcher
- Gary Krug ca Huck Finn
- Chris Ritchie  -  Tom Sawyer
- John Morrison  -  Adam
- Carol Edelman  - Eva
- Dallas McKennon  -  Jim Smiley și Newspaper Boy
- Herb Smith ca Străinul
- Marley Stone  - mătușa Polly
- Michele Mariana și Wilbur Vincent  - Străinul misterios
- Wally Newman  - căpitanului Stormfield
- Tim Conner ca extraterestru cu trei capete
- Todd Tolces ca Sfântul Petru
- Billy Scream ca Indexivator
- Will Vinton  -  Dan'l Webster
- Billy Victor ca Dumnezeu
- Compton Downs  - Injun Joe
- Gary Thompson  - bebelușul Cain

## Producție
Conceptul a fost inspirat de un celebru citat al autorului:
„Am sosit cu Cometa Halley în 1835. Va apărea din nou la anul, și mă aștept să mă duc cu ea. Ar fi cea mai mare dezamăgire a vieții mele dacă nu mă duc cu cometa lui Halley. Atotputernicul a spus, fără îndoială: «Aici sunt ciudații ăștia doi, fără rost; au sosit împreună, trebuie să plece împreună».”
Twain a murit la 21 aprilie 1910, la o zi după ce Cometa Halley a ajuns la periheliu în 1910.
Sunt incluse schițe preluate din Aventurile lui Tom Sawyer, Străinul misterios, „Jurnalele lui Adam și Eva (Scrisori de pe pământ)”, „Vizita căpitanului Stormfield în Rai” și o redare a primei povestiri a lui Twain, „Broasca săltăreață din ținutul Calaveras  (The Celebrated Jumping Frog of Calaveras County)". Se fac trimiteri la celelalte lucrări ale sale, inclusiv „The Damned Human Race”. Acest film de animație a fost produs în Portland, Oregon.
Când a fost întrebat despre zvonurile că acest film ar fi fost realizat de o echipă de 17 persoane, Vinton a declarat:
„Ei bine, totul este adevărat, deși probabil exagerăm puțin. Aproximativ șaptesprezece reprezintă personalul cu normă întreagă și apoi alți oameni independenți au venit și au plecat, plus că sunt talente muzicale și talente de scriere și alte lucruri care depășesc acest număr. Am filmat într-o casă transformată care avea în față un salon de coafură, așa că am numit-o Barbershop Studio. Dormitoarele și lucrurile erau camere de editare și birouri. Subsolul cu tavan înalt era conectat convenabil la un studio de patru mii de metri pătrați pe care l-am construit în spate, iar acel subsol era locul în care animatorii și sculptorii lucrau la personaje. Deci, da, am petrecut mult timp la subsol!”

## Recepție critică
Pe Rotten Tomatoes are un scor de 80% pe baza recenziilor de la cinci critici, cu un rating mediu de 7/10. Pe Common Sense Media are 3/5 stele.